# Aranarache/Aranaratxe
Aranarache/Aranaratxe (spanisch Aranarache, baskisch Aranaratxe) ist ein nordspanisches Dorf und eine Gemeinde (municipio) mit 70 Einwohnern (Stand: 2024) im Süden der Autonomen Gemeinschaft Navarra.

## Lage und Klima
Aranarache/Aranaratxe liegt gut 52 km (Fahrtstrecke) westlich von Pamplona bzw. ca. 33 km nordnordöstlich von Logroño in einer Höhe von ca. 780 m. Das Klima ist gemäßigt bis warm; Regen (ca. 830 mm/Jahr) fällt überwiegend im Winterhalbjahr.

## Bevölkerungsentwicklung
| Jahr      | 1970 | 1981 | 1991 | 2001 | 2011 | 2021 |
| Einwohner | 142  | 110  | 106  | 95   | 84   | 69   |

## Sehenswürdigkeiten

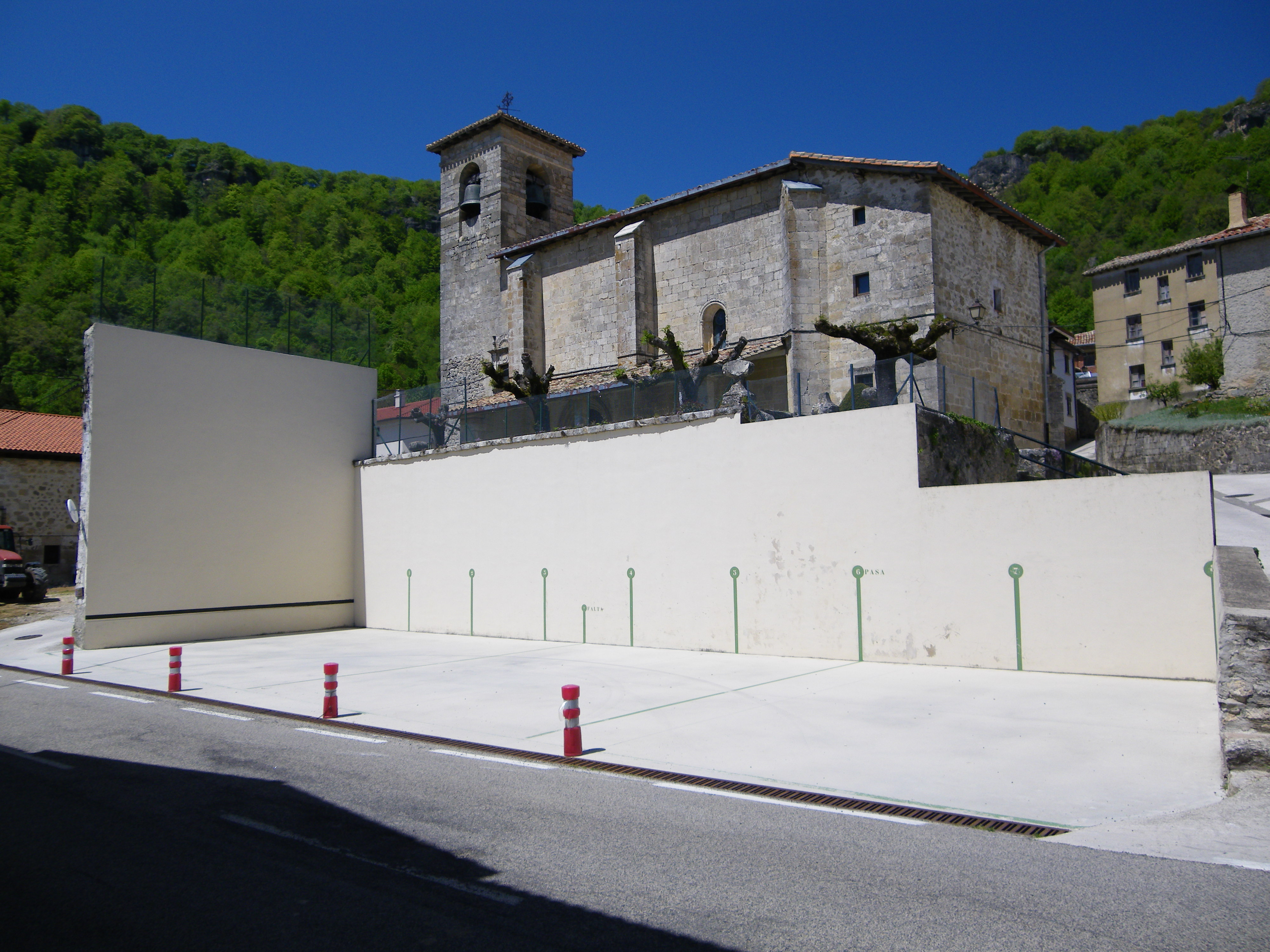
Michaeliskirche

- Michaeliskirche